# Ma Zhenzhao

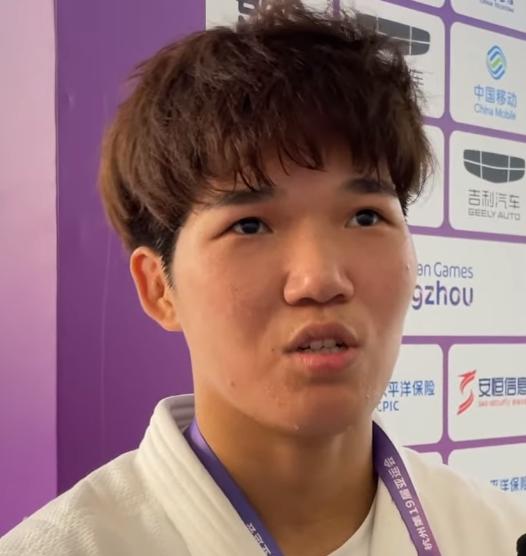
Ma Zehzhao (2023)

Ma Zhenzhao (chinesisch 马振昭; * 24. April 1998 in Binzhou) ist eine chinesische Judoka, die bei Weltmeisterschaften eine Silbermedaille, bei Olympischen Spielen eine Bronzemedaille und bei Asienspielen eine Gold- und eine Bronzemedaille erkämpfte.

## Sportliche Karriere
Ma Zhenzhao startet im Halbschwergewicht, der Gewichtsklasse bis 78 Kilogramm.
2017 war sie bei den Asienmeisterschaften Zweite hinter der Japanerin Shori Hamada. Ein Jahr später bei den Asienspielen in Jakarta verlor Ma im Halbfinale gegen die Japanerin Ruika Sato, erkämpfte dann aber eine Bronzemedaille. Bei den Weltmeisterschaften 2018 in Baku bezwang sie im Viertelfinale die Französin Madeleine Malonga, unterlag dann aber im Halbfinale der Niederländerin Guusje Steenhuis und im Kampf um Bronze der Russin Alexandra Babinzewa.
2019 wurde Ma Zhenzhao bei den Asien-Pazifik-Meisterschaften Zweite hinter der Japanerin Mao Izumi. Bei den Weltmeisterschaften in Tokio verlor die Chinesin im Viertelfinale gegen die Slowenin Klara Apotekar und belegte den siebten Platz. 2021 wurde Ma bei den Asien-Ozeanien-Meisterschaften Zweite hinter der Südkoreanerin Yoon Hyun-ji. Bei den im Juli 2021 ausgetragenen Olympischen Spielen in Tokio traten im Halbschwergewicht 24 Kämpferinnen an. Ma Zehnzhao unterlag in ihrem ersten Kampf der Österreicherin Bernadette Graf.
2022 gewann Ma Zhenzhao bei den Asienmeisterschaften eine Bronzemedaille, nachdem sie im Halbfinale gegen die Südkoreanerin Lee Jeong-jun verloren hatte. Bei den Weltmeisterschaften in Taschkent erreichte sie das Finale und gewann die Silbermedaille hinter der Brasilianerin Mayra Aguiar. Zwei Wochen später siegte Ma im Finale des Grand-Slam-Turniers in Abu Dhabi gegen die Britin Natalie Powell. Im Mai 2023 bei den Weltmeisterschaften in Doha verlor Ma im Viertelfinale gegen die Israelin Inbar Lanir und belegte nach einem Sieg in der Hoffnungsrunde und einer Niederlage gegen Guusje Steenhuis den fünften Platz. Im September wurden die Asienspiele in Hangzhou nachgeholt. Ma siegte im Finale gegen die Japanerin Rika Takayama und erkämpfte damit die einzige Judo-Goldmedaille für das chinesische Gastgeberland.
Im Mai 2024 gewann Ma das Grand-Slam-Turnier in Astana. Zwei Wochen später schied sie bei den Weltmeisterschaften in Abu Dhabi in ihrem Auftaktkampf aus. Bei den Olympischen Spielen 2024 in Paris gewann sie die Bronzemedaille.